# Патриляк Іван Казимирович
Патриляк Іван Казимирович (нар. 2 грудня 1976, Київ) — український науковець, фахівець з історії українського націоналізму, доктор історичних наук, декан історичного факультету Київського національного університету імені Тараса Шевченка (з грудня 2014). Син українського вченого-хіміка, заслуженого діяча науки і техніки України, доктора хімічних наук, керівника відділу каталітичного синтезу Інституту біоорганічної хімії та нафтохімії (ІБОНХ) НАН України, професора Національного технічного університету України «Київський політехнічний інститут» Казимира Патриляка.
Кандидат історичних наук (2001), доктор історичних наук (2013), директор музею історії Київського університету (з жовтня 2002), професор кафедри Історії світового українства.

## Біографія
У 1991-1993 роках навчався в Українському гуманітарному ліцеї. Закінчив з відзнакою Київський національний університет імені Тараса Шевченка (1998), навчався в аспірантурі (1998—2001) Київського національного університету імені Тараса Шевченка, де достроково підготував і захистив кандидатську дисертацію на тему «Діяльність Організації українських націоналістів (бандерівців) у 1940—1942 рр. (військовий аспект)».
В університеті працює з травня 2001 р. на різних посадах: з 2001 молодший науковий, з 2002 науковий співробітник науково-дослідної частини історичного факультету; з 2003 асистент кафедри археології та музеєзнавства; з 2005 асистент, з 2007 доцент, з 2013 професор кафедри новітньої історії України, з 2018 професор кафедри історії світового українства; з 2014 декан історичного факультету; 2002–14 директор Музею історії Київського університету.
Основна проблематика наукових досліджень пов'язана з історією українського націоналізму та національно-визвольного руху 20-50-х рр. ХХ століття.
Автор і співавтор 81 наукової та навчально-методичної праці.
Читає нормативні курси «Історія України», «Історія Київського університету», спеціальний курс «Ідеологія та практика українського націоналізму» та «Українська історія в художній літературі XX - початку XXI ст.», проводить семінарські заняття з курсів «Новітня історія України», «Історія культури», «Історія українського конституціоналізму».
З березня 2022 року — вояк територіальної оборони під псевдо «Декан», із літа того ж року — офіцер Центру досліджень воєнної історії ЗСУ.

## Особисте життя
Одружений, виховує двох доньок — Ярославу 2002 р. н. та Мирославу 2004 р. н.

## Публікації
дисертації
- Діяльність Організації українських націоналістів (бандерівців) у 1940–1942 рр. (військовий аспект). 2001, кандидат наук. Спеціальність: Історичні науки. 07.00.01 - Історія України
- Діяльність українського націоналістичного підпілля та повстанської армії в роки Другої світової війни. 2012, доктор наук. Спеціальність: Історичні науки. 07.00.01 - Історія України

збірники документів
- «Матеріали і документи з історії Служби Безпеки ОУН(Б) у 1940-х рр.» — Київ, 2003,
- «Організація українських націоналістів у 1941 р.» — Київ, 2006,
- «Організація українських націоналістів у 1942 р.» — Київ, 2006,

монографії
- «Військова діяльність ОУН(Б) у 1940–1942 роках». – Київ, 2004. – 598 с. Додатки: с. 403–598.[11]
- «Організація Українських націоналістів та Українська Повстанська Армія». — К., 2005.
- Слюсаренко Анатолій Гнатович, Патриляк Іван Казимирович, Боровик Микола Андрійович. Україна в роки Другої світової війни: навч. посіб. для студ. гуманіт. спец. вищ. навч. закл. / Київський національний ун-т ім. Тараса Шевченка. Історичний факультет. Кафедра новітньої історії України — К., 2009. — 447 с. — Бібліогр.: с. 426—446. — ISBN 978-966-2213-13-3.
- Патриляк І. К., Боровик М. А. Україна в роки Другої світової війни: спроба нового концептуального погляду. ‒ Ніжин: Видавець ПП Лисенко М.М., 2010. ‒ 590 с. ‒ ISBN: 978-966-2213-31-7

статті
- «Українське питання» напередодні Другої світової війни 28.08.2013
- Співпраця польського населення Волині з німецькою окупаційною адміністрацією як чинник в українсько- польському конфлікті // Волинська трагедія: через історію до порозуміння: матеріали Всеукр. наук. конф., м. Луцьк, 19-20 черв. 2013 р. / уклад. А. Шваб. — Луцьк : Східноєвропейський національний університет імені Лесі Українки, 2013. — С. 70-78

## Фото
- Патриляк Іван Казимирович
- istpravda 2013/08/28